# 미군정 토목부
토목부는 미군정의 건설, 교량, 항만공사, 건축공사를 전담하던 부서였다. 1945년 9월 2일에는 상무부 토목국으로 설치되었다가, 1946년 8월 7일 토목부로 승격되었다. 공조, 탁지부 이후 건축, 건설 부문의 업무를 전문으로 하는 부서였다.
조선총독부에서는 회계국의 영선과에서 건축, 건설 인허가를, 내무국 토목과와 내무부 토목과에서 항만, 교량공사 등을 담당하였으나 미군정은 상무부 내 토목국을 설치하여 건축, 토목, 측량, 조경 전공자 장교를 배치했다. 토목국은 도시과, 영선과, 소방위원회로 구성되었다. 지적 및 측령은 재무국 사계과와 재무부 사계국으로 관할하였다. 1946년 8월 7일 상무부 토목국을 토목부로 승격시키고 상무부의 중앙소방위원회를 흡수했다. 토목부는 도시국과 건축통제과, 건설과, 소방국 등으로 구성되었다. 1948년 8월 15일 대한민국 정부 수립 후, 기획처와 내무부에 업무를 인수 인계하고 9월 13일부로 폐지되었다.

## 역대 부장

### 미군정청 상무부 토목국장
| 정부     | 대수 | 이름           | 임기                          | 비고 |
| -------- | ---- | -------------- | ----------------------------- | ---- |
| 미군정청 | 초대 | 최경렬(崔景烈) | 1945년 9월 2일~1946년 8월 7일 |      |

### 미군정청 토목부장
| 정부                     | 대수 | 이름           | 임기                           | 비고 |
| ------------------------ | ---- | -------------- | ------------------------------ | ---- |
| 미군정청/ 남조선과도정부 | 초대 | 최경렬(崔景烈) | 1946년 8월 7일~1948년 9월 13일 |      |

## 같이 보기
- 미 군정청
- 대한민국 부흥부
- 대한민국 건설부